# Eliszama (moszaw)
Eliszama (hebr.: אלישמע) – moszaw położony w samorządzie regionu Derom ha-Szaron, w Dystrykcie Centralnym, w Izraelu.

## Historia
Moszaw został założony w 1951 przez imigrantów z Libii.

## Gospodarka
Gospodarka moszawu opiera się na intensywnym rolnictwie.

## Komunikacja
Przy moszawie przebiega droga ekspresowa nr 40  (Kefar Sawa-Ketura).